# Rhodope (regional enhed)
 For alternative betydninger, se Rhodope. (Se også artikler, som begynder med Rhodope)
Rhodope (græsk: Ροδόπη, Rodópi, [roˈðopi]) er en regional enheder i Grækenland. Den er en del af periferien Østmakedonien og Thrakien. Dens navn er afledt af Rhodope-bjergene, som dækker den nordlige del af dens territorium. Sammen med de regionale enheder Evros og Xanthi udgør den den geografiske region Vestthrakien. Hovedstaden i området er byen Komotini. Den næststørste by er Sapes. De fleste af muslimerne i Thrakien, den eneste officielt anerkendte minoritet i Grækenland, er bosat i dette område, hvor de udgør omkring halvdelen af befolkningen.

## Geografi
Rhodope grænser op til den regionale enhed Xanthi mod vest og Evros mod øst, og til Bulgariens Kardzhali-provins mod nord. Det Ægæiske Hav ligger mod syd. De østlige Rhodopebjerge dækker den nordlige del af den regionale enhed. Bortset fra bjergområderne består territoriet hovedsageligt af landbrugsjord, skove og græsarealer.
Den sydlige og den centrale del har et hovedsageligt middelhavsklima, og den nordlige del et hovedsageligt kontinentalt klima med kolde vintre.

## Administration
Den regionale enhed Rhodope er opdelt i 4 kommuner. Disse er (nummeret svarer til kortet i infoboksen):
- Arriana (2)
- Iasmos (3)
- Komotini (1)
- Maroneia-Sapes (4)

I 2015 havde denne regionale enhed tre pladser i Grækenlands parlament.

### Præfektur
Rhodope blev etableret som præfektur i 1930 (græsk: Νομός Ροδόπης), da det tidligere Thrakien-præfektur blev opdelt i Rhodope- og Evros-præfekturerne. I 1944 blev Xanthi-præfekturet skabt fra den vestlige del af Rhodope-præfekturet. Fra 1990'erne samarbejdede Rhodope med Evros i Rhodope-Evros Super-præfekturet.
Som en del af Kallikratis-regeringsreformen i 2011 blev præfekturet omdannet til en regional enhed i regionen Østmakedonien og Thrakien uden ændring af dets grænser. Samtidig blev kommunerne omorganiseret, ifølge nedenstående tabel.
| Ny kommune     | Gamle kommuner  | Sæde     |
| -------------- | --------------- | -------- |
| Arriana        | Arriana         | Filyra   |
| Arriana        | Kechros         | Filyra   |
| Arriana        | Organi          | Filyra   |
| Arriana        | Filyra          | Filyra   |
| Iasmos         | Iasmos          | Iasmos   |
| Iasmos         | Amaxades        | Iasmos   |
| Iasmos         | Sostis          | Iasmos   |
| Komotini       | Komotini        | Komotini |
| Komotini       | Aigeiros        | Komotini |
| Komotini       | Neo Sidirochori | Komotini |
| Maroneia-Sapes | Maroneia        | Sapes    |
| Maroneia-Sapes | Sapes           | Sapes    |

## Galleri
- Thrakisk Meteora .
- Broen over Kompsatos-floden fra det 17. århundrede.
- Det gamle teater i Maronia.
- Marmaritsa-stranden kløften Maronia-Makri .
- Sandstrand i Fanari .
- Stranden ved Kangeles.
- Den post-byzantinske kirke Dormition af Guds Moder i Komotini (1800).
- Imaret fra Komotini.
- Maximianoupolis-Mosynoupolis-templet omkring centrum.
- Organi landsby i bjergrige Rhodope.
- Landsbyen Gratini.
- Tårnet i Anastasioupolis-Peritheorion .
- Traditionel kvindedragt fra det bulgarske samfund Rodopi.